# Кодорское ущелье

Территория, подконтрольная грузинским отрядам самообороны в 1992—2006 годах
В 2006—2008 годах — под контролем Автономной Республики Абхазия в составе Грузии (т. н. «Верхняя Абхазия») с 2008 года - под контролем де факто Республики Абхазия.

Кодо́рское уще́лье (абх. Кәыдырҭа; груз. კოდორის ხეობა) — речная долина в Абхазии.

## Описание
Кодорское ущелье расположено в верхнем течении реки Кодор(и) в северо-восточной части Абхазии. Высота: от 1300 до 3984 метров.
Климат влажный, зимы снежные. Ежегодно выпадает от 1600 до 2000 мм осадков (120 мм в январе, 160 мм в апреле, 180 мм в июле, 160 мм в октябре). 30 суток в году идут ливневые дожди. Примерно 180 суток ущелье скрыто снежным покровом. Средняя температура в январе: −3, в апреле: 3, в июле: 14, в октябре: 5. Средняя максимальная температура (июль): 28 °C.
В долине расположены, в частности, горные селения Ажара и Чхалта, которые состоят из множества малых посёлков. Согласно данным переписи 2002 года, в долине проживало 1956 человек, из которых 1912 были этническими грузинами-сванами. В августе 2008 года большинство местного населения покинуло ущелье вместе с отступающими грузинскими войсками.

## После распада СССР
Во время грузино-абхазской войны (1992—1993) Кодорское ущелье, административно входящее в состав Абхазии, стало местом противостояния между абхазскими и грузинскими силами. На стороне Грузии выступили отряды местного сванского ополчения, самым крупным из которых стал отряд «Монадире» под командованием Эмзара Квициани. Во многом благодаря ему восточная часть Кодорского ущелья (так называемое «Верхнее Кодори») осталась в ходе боевых действий под контролем грузинского правительства.
По условиям «Соглашения о прекращении огня и разъединении сил», подписанного грузинской и абхазской стороной 4 апреля 1994 года в Москве, грузинские войска требовалось вывести из Кодорского ущелья в места их дислокации за пределами Абхазии под контролем представителей миротворческих сил СНГ и наблюдателей ООН. Одновременно в Кодорском ущелье требовалось организовать регулярное патрулирование миротворческих сил и международных наблюдателей.
В дальнейшем на территории ущелья сохранялась постоянная напряжённость. С ущельем было связано несколько опасных инцидентов:
- В ущелье периодически захватывались заложники из числа военных наблюдателей ООН — в частности, в октябре 1999 года, июне 2000 года и декабре 2000 года. В каждом случае заложники были освобождены.
- Осенью 2001 года в ущелье со стороны Грузии вступила группа чеченских боевиков во главе с командиром Русланом Гелаевым, что привело к обострению грузино-абхазских отношений. 8 октября 2001 года неизвестными был сбит вертолёт миссии ООН, в результате чего погибли все девять находившихся на борту человек. Российские военно-воздушные силы осуществляли удары по боевикам. В качестве ответной меры Грузия ввела в район свои войска. В конце концов боевики были выбиты из ущелья.
- В июле 2006 года под предлогом разоружения местных военизированных отрядов во главе с Эмзаром Квициани Грузия ввела в ущелье свои войска[3]. В связи с восстановлением в районе грузинской юрисдикции президент Грузии Михаил Саакашвили распорядился разместить в ущелье правительство и парламент Автономной Республики Абхазия (в составе Грузии)[4]. 2 августа была завершена переброска в Кодорское ущелье многих членов правительства и парламента Абхазии в изгнании. Правительство Автономной Республики Абхазия разместилось в селе Чхалта, а Верховный Совет — в селе Ажара[4]. 27 сентября 2006 года, в День памяти и скорби, указом президента Грузии Михаила Саакашвили верхняя часть Кодорского ущелья была переименована в Верхнюю Абхазию.
- Как указывалось в докладе генерального секретаря ООН о положении в Абхазии от 3 октября 2008 года, резкая эскалация военных действий в Южной Осетии 7 и 8 августа и последовавший за этим грузино-российский конфликт оказали глубокое воздействие на ситуацию в зоне грузино-абхазского конфликта и на весь процесс его урегулирования[5]. 8 августа абхазская сторона начала ввод тяжёлой боевой техники в зону ограничения вооружений в нарушение Московского соглашения о прекращении огня и разъединении сил 1994 года. Во второй половине дня 9 августа начались артобстрелы верхней части Кодорского ущелья. 12 августа абхазская сторона начала наступление и установила контроль над верхней частью ущелья. Около 2 тыс. местных жителей (сванов) и грузинский вооружённый персонал покинули этот район незадолго до появления абхазских сил[5]. Таким образом, частично признанная Республика Абхазия установила контроль над всей территорией бывшей Абхазской АССР.